# Draft da NBA de 2022
O Draft da NBA de 2022 foi realizado em 23 de junho de 2022 no Barclays Center, em Brooklyn na cidade de Nova York. O draft começou às 8:00 p.m. Eastern Time Zone (00:00 UTC) e foi transmitido nos Estados Unidos pela ESPN e pela ABC, esta última somente transmitiu o primeiro round. Neste draft, as equipes da National Basketball Association (NBA) se revezam selecionando novatos das universidades nos Estados Unidos e outros jogadores elegíveis, incluindo jogadores internacionais. Nesse ano foi apenas concedido 58 escolhas para as franquias, diferente das tradicionais 60 por conta da violação das regras da agência livre cometidas por Miami Heat e Milwaukee Bucks, que perderam, cada uma, uma escolha de segunda rodada.

## Combine
O 8º G League Elite Camp ocorreu nos dias 16 e 17 de maio, de onde certos participantes foram selecionados para se juntar ao principal combine do draft. Dos 44 participantes deste ano no Elite Camp, sete jogadores foram escolhidos para continuar no main draft combine: Jared Rhoden, Tyrese Martin, Kenneth Lofton Jr., Bryson Williams, Darius Days, Jalen Wilson e Marcus Sasser.
A parte principal do NBA Draft Combine de 2022 foi realizada de 18 a 20 de maio em Chicago, Illinois.

## Loteria do draft
A loteria do draft da NBA aconteceu em 17 de maio.
| Time                                    | Recorde em 2021-21 | Chances da loteria | Probabilidade | Probabilidade | Probabilidade | Probabilidade | Probabilidade | Probabilidade | Probabilidade | Probabilidade | Probabilidade | Probabilidade | Probabilidade | Probabilidade | Probabilidade | Probabilidade |
| Time                                    | Recorde em 2021-21 | Chances da loteria | 1º            | 2º            | 3º            | 4º            | 5º            | 6º            | 7º            | 8º            | 9º            | 10º           | 11º           | 12º           | 13º           | 14º           |
| --------------------------------------- | ------------------ | ------------------ | ------------- | ------------- | ------------- | ------------- | ------------- | ------------- | ------------- | ------------- | ------------- | ------------- | ------------- | ------------- | ------------- | ------------- |
| Houston Rockets                         | 20–62              | 140                | 14.0%         | 13.4%         | 12.7%         | 11.9%         | 47.9%         | –             | –             | –             | –             | –             | –             | –             | –             | –             |
| Orlando Magic                           | 22–60              | 140                | 14.0%         | 13.4%         | 12.7%         | 11.9%         | 27.8%         | 20.0%         | –             | –             | –             | –             | –             | –             | –             | –             |
| Detroit Pistons                         | 23–59              | 140                | 14.0%         | 13.4%         | 12.7%         | 12.0%         | 14.8%         | 26.0%         | 7.0%          | –             | –             | –             | –             | –             | –             | –             |
| Oklahoma City Thunder                   | 24–58              | 125                | 12.5%         | 12.2%         | 11.9%         | 11.5%         | 7.2%          | 25.7%         | 16.7%         | 2.2%          | –             | –             | –             | –             | –             | –             |
| Indiana Pacers                          | 25–57              | 105                | 10.5%         | 10.5%         | 10.6%         | 10.5%         | 2.2%          | 19.6%         | 26.7%         | 8.7%          | 0.6%          | –             | –             | –             | –             | –             |
| Portland Trail Blazers                  | 27–55              | 90                 | 9.0%          | 9.2%          | 9.4%          | 9.6%          | –             | 8.6%          | 29.8%         | 20.6%         | 3.7%          | 0.1%          | –             | –             | –             | –             |
| Sacramento Kings                        | 30–52              | 75                 | 7.5%          | 7.8%          | 8.1%          | 8.5%          | –             | –             | 19.7%         | 34.1%         | 12.9%         | 1.3%          | <0.1%         | –             | –             | –             |
| Los Angeles Lakers (to New Orleans)     | 33–49              | 60                 | 6.0%          | 6.3%          | 6.7%          | 7.2%          | –             | –             | –             | 34.5%         | 32.1%         | 6.7%          | 0.4%          | <0.1%         | –             | –             |
| San Antonio Spurs                       | 34–48              | 45                 | 4.5%          | 4.8%          | 5.2%          | 5.7%          | –             | –             | –             | –             | 50.7%         | 26.9%         | 3.0%          | 0.1%          | <0.1%         | –             |
| Washington Wizards                      | 35–47              | 30                 | 3.0%          | 3.3%          | 3.6%          | 4.0%          | –             | –             | –             | –             | –             | 65.9%         | 19.0%         | 1.2%          | <0.1%         | <0.1%         |
| New York Knicks                         | 37–45              | 20                 | 2.0%          | 2.2%          | 2.4%          | 2.8%          | –             | –             | –             | –             | –             | –             | 77.6%         | 12.6%         | 0.4%          | <0.1%         |
| Los Angeles Clippers (to Oklahoma City) | 42–40              | 15                 | 1.5%          | 1.7%          | 1.9%          | 2.1%          | –             | –             | –             | –             | –             | –             | –             | 86.1%         | 6.7%          | 0.1%          |
| Charlotte Hornets                       | 43–39              | 10                 | 1.0%          | 1.1%          | 1.2%          | 1.4%          | –             | –             | –             | –             | –             | –             | –             | –             | 92.9%         | 2.3%          |
| Cleveland Cavaliers                     | 44–38              | 5                  | 0.5%          | 0.6%          | 0.6%          | 0.7%          | –             | –             | –             | –             | –             | –             | –             | –             | –             | 97.6%         |

## Escolhas

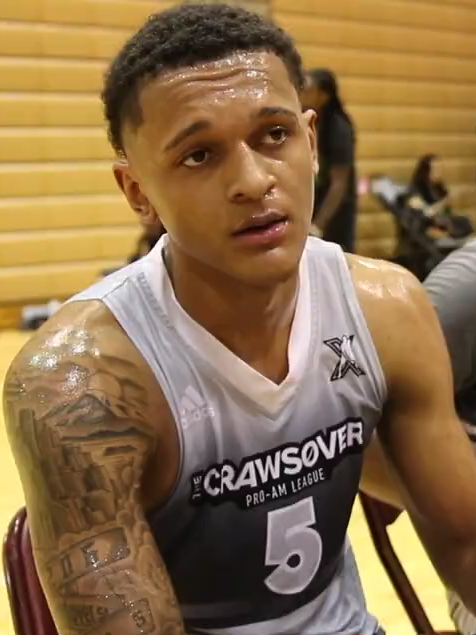
Paolo Banchero, 1ª escolha, feita pelo Orlando Magic.

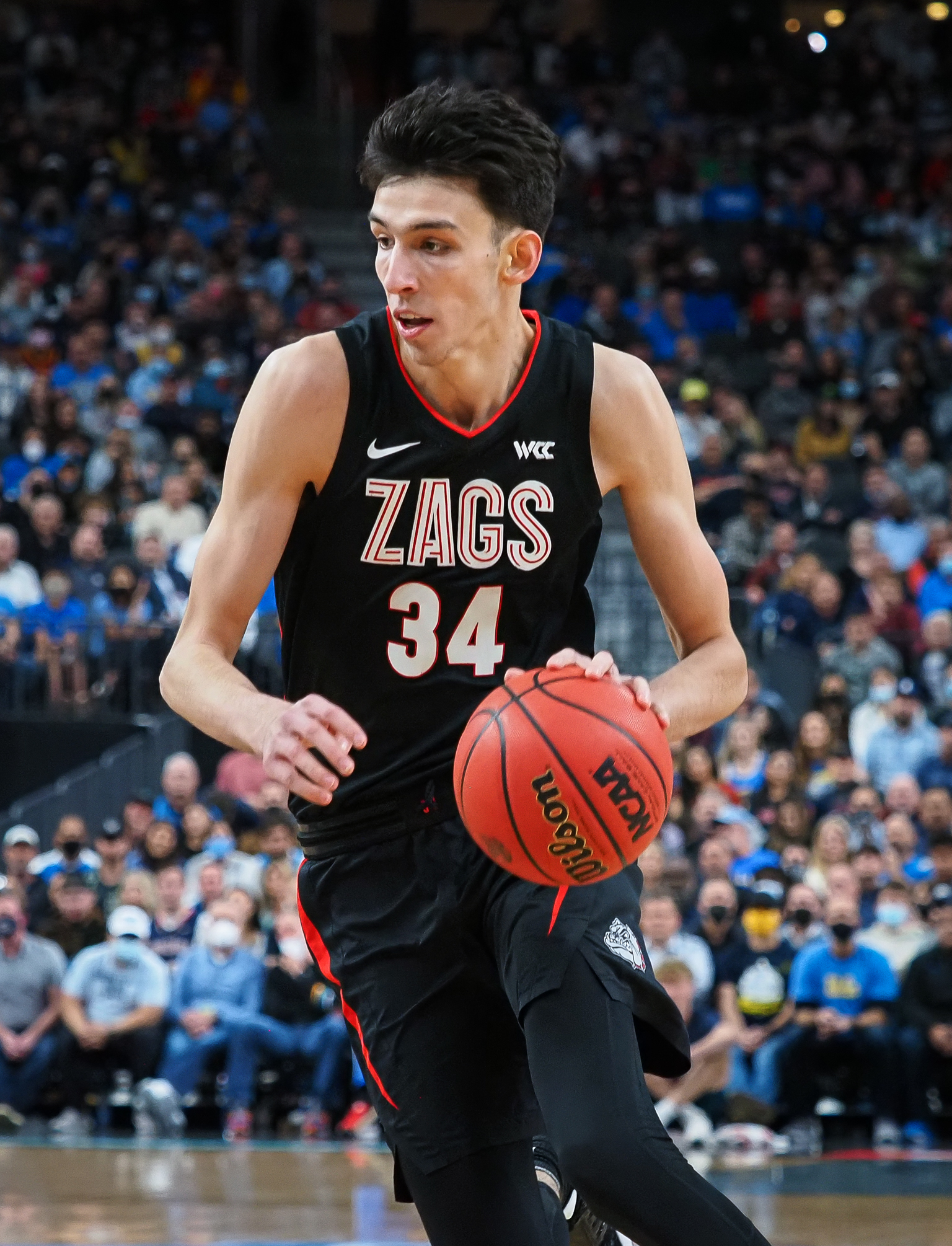
Chet Holmgren, 2ª escolha, feita pelo Oklahoma City Thunder.

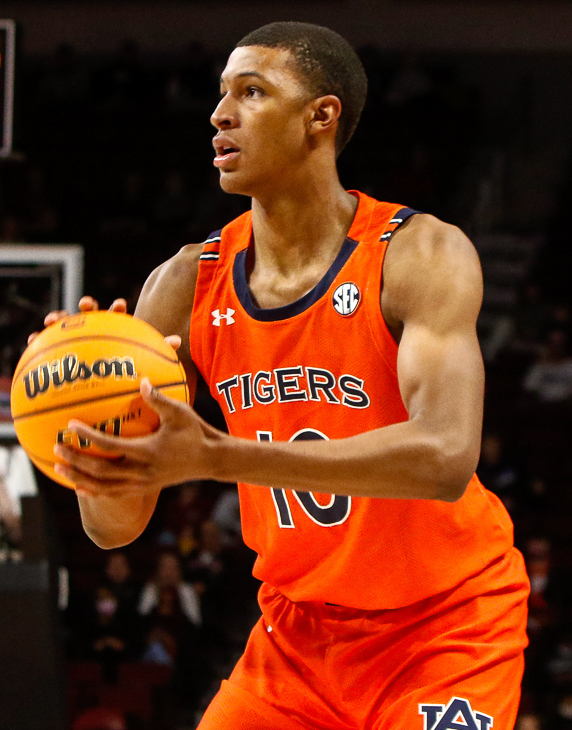
Jabari Smith Jr., 3ª escolha, selecionado pelo Houston Rockets.

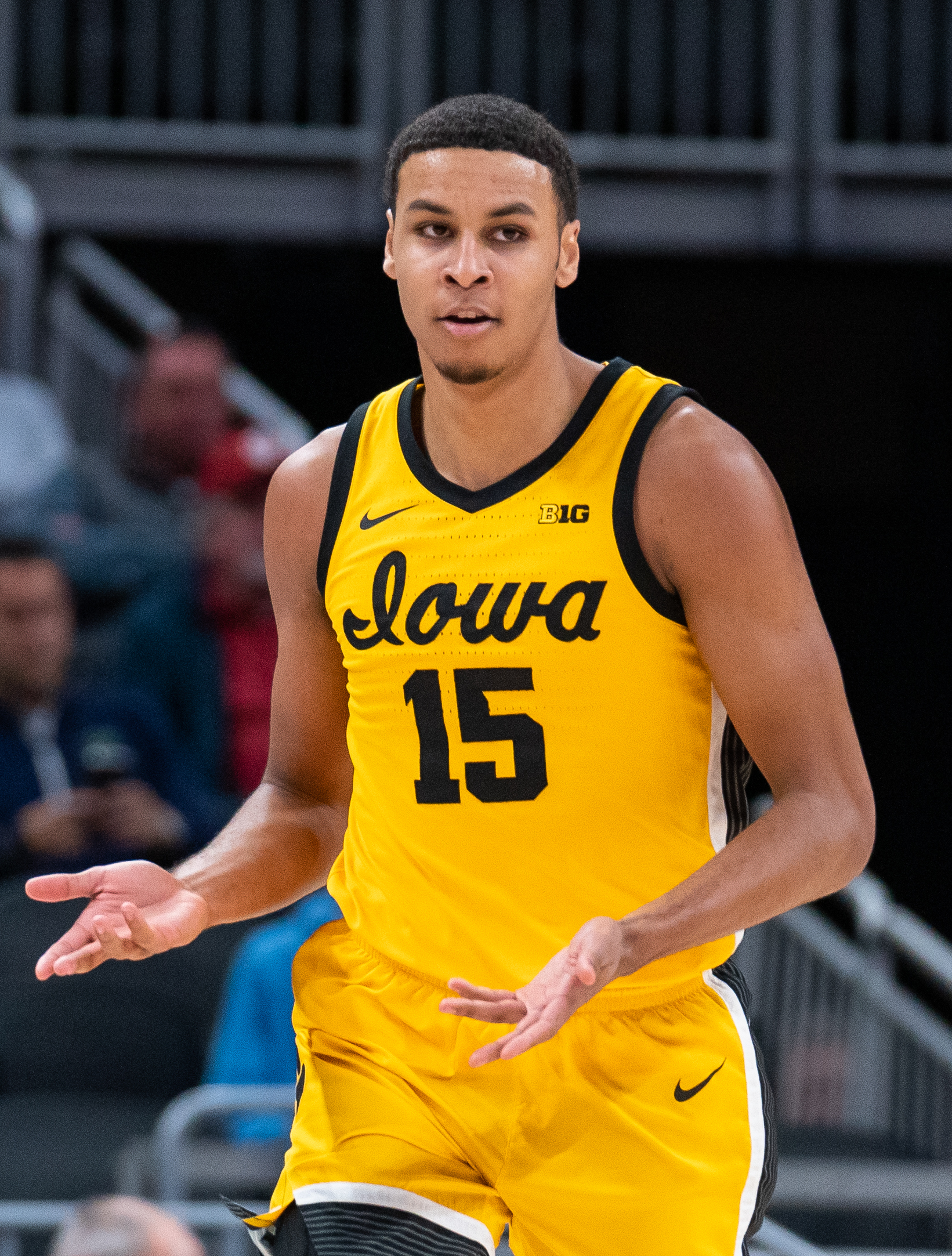
Keegan Murray, 4ª escolha, feita pelo Sacramento Kings.

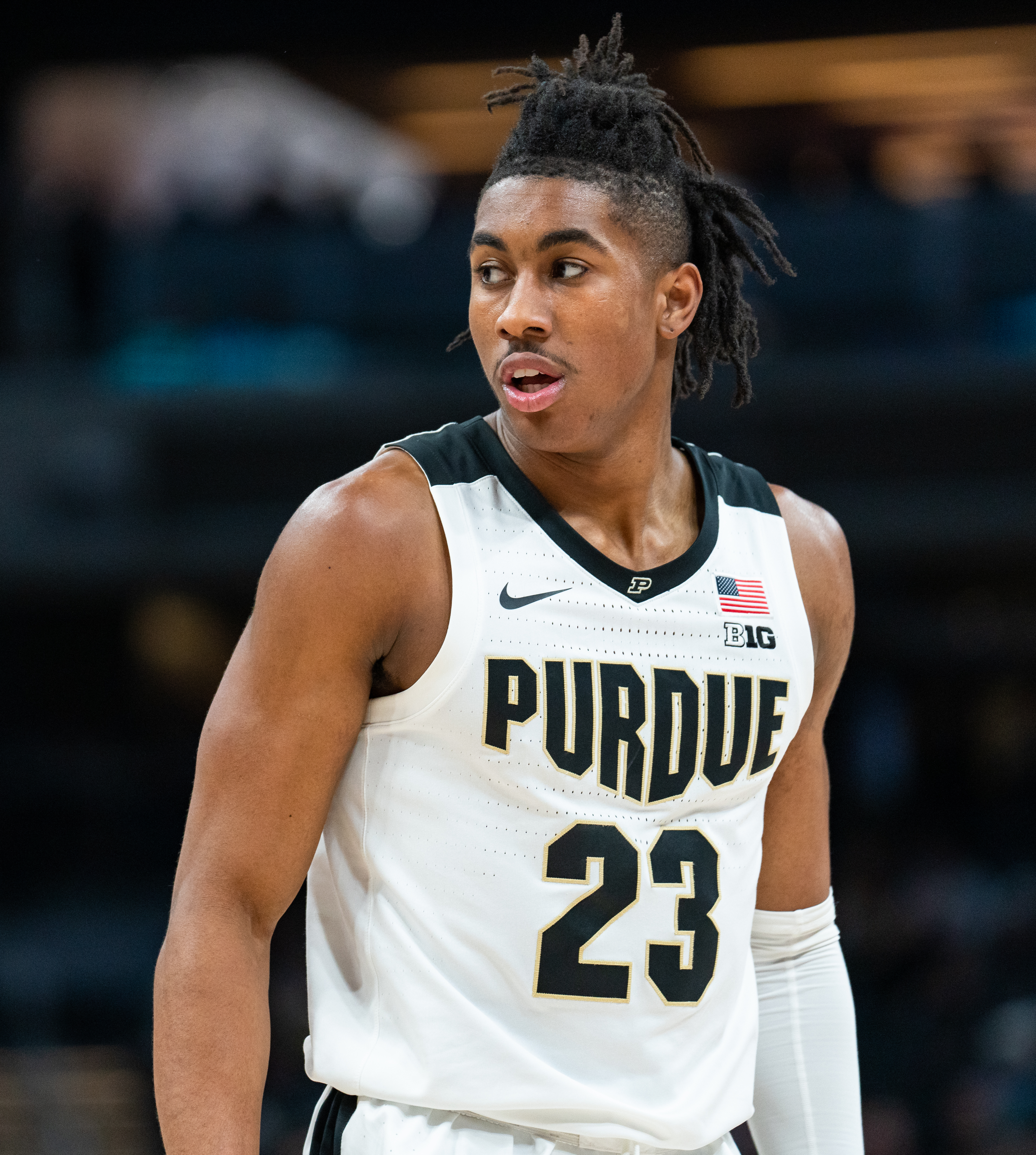
Jaden Ivey, 5ª escolha, selecionado pelo Detroit Pistons.

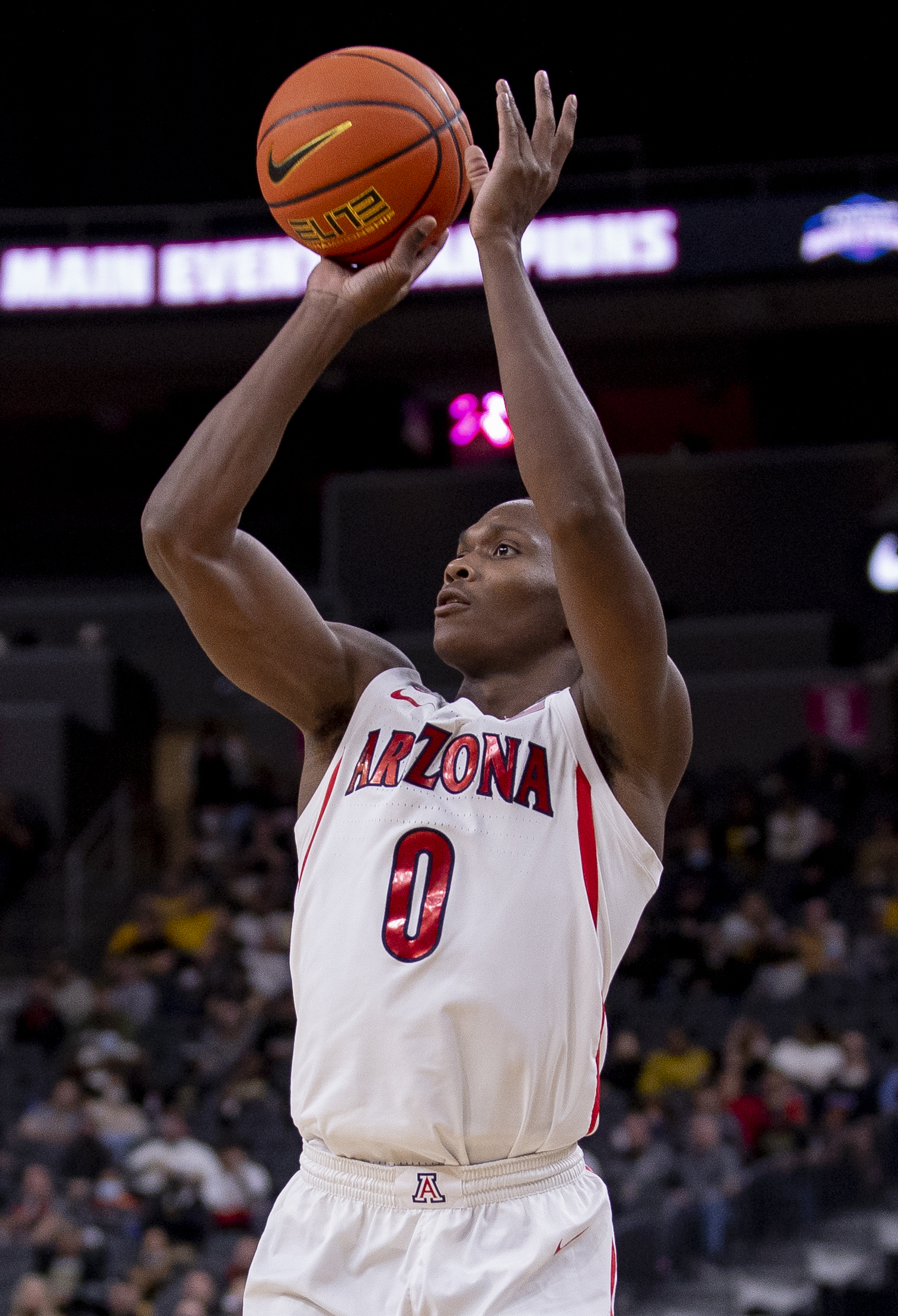
Bennedict Mathurin, 6ª escolha, feita pelo Indiana Pacers.

|  | Jogadores que foram selecionados para o Primeiro Time do NBA All-Rookie Team de 2022 |
|  | Jogadores que foram selecionados para o Segundo Time do NBA All-Rookie Team de 2022  |
|  | Eleito o NBA Rookie of the Year                                                      |

| PG | Armador     |
| SG | Ala-armador |
| SF | Ala         |
| PF | Ala-pivô    |
| C  | Pivô        |

### Primeira rodada
| Escolha | Nome                | Posição | Nacionalidade            | Time                                          | Universidade/Time    |
| ------- | ------------------- | ------- | ------------------------ | --------------------------------------------- | -------------------- |
| 1       | Paolo Banchero      | PF      | Itália-EUA               | Orlando Magic                                 | Duke                 |
| 2       | Chet Holmgren       | C/PF    | Estados Unidos           | Oklahoma City Thunder                         | Gonzaga              |
| 3       | Jabari Smith Jr.    | PF      | Estados Unidos           | Houston Rockets                               | Auburn               |
| 4       | Keegan Murray       | PF      | Estados Unidos           | Toronto Raptors                               | Iowa                 |
| 5       | Jaden Ivey          | SG      | Estados Unidos           | Detroit Pistons                               | Purdue               |
| 6       | Bennedict Mathurin  | SG/SF   | Canadá                   | Indiana Pacers                                | Arizona              |
| 7       | Shaedon Sharpe      | SG      | Canadá                   | Portland Trail Blazers                        | Kentucky             |
| 8       | Dyson Daniels       | PG/SG   | Austrália                | New Orleans Pelicans                          | G League Ignite      |
| 9       | Jeremy Sochan       | PF      | Polônia · Estados Unidos | San Antonio Spurs                             | Baylor               |
| 10      | Johnny Davis        | SG      | Estados Unidos           | Washington Wizards                            | Wisconsin            |
| 11      | Ousmane Dieng       | SF      | França                   | New York Knicks (trocado para OKC Thunder)    | New Zealand Breakers |
| 12      | Jalen Williams      | SG      | Estados Unidos           | Oklahoma City Thunder                         | Santa Clara          |
| 13      | Jalen Duren         | C       | Estados Unidos           | Charlotte Hornets (trocado para Detroit)      | Memphis              |
| 14      | Ochai Agbaji        | SG      | Estados Unidos           | Cleveland Cavaliers                           | Kansas               |
| 15      | Mark Williams       | C       | Estados Unidos           | Charlotte Hornets                             | Duke                 |
| 16      | AJ Griffin          | SF      | Estados Unidos           | Atlanta Hawks                                 | Duke                 |
| 17      | Tari Eason          | PF      | Estados Unidos           | Houston Rockets                               | LSU                  |
| 18      | Dalen Terry         | SG      | Estados Unidos           | Chicago Bulls                                 | Arizona              |
| 19      | Jake LaRavia        | SF      | Estados Unidos           | Minnesota Timberwolves (trocado para Memphis) | Wake Forest          |
| 20      | Malaki Branham      | SF      | Estados Unidos           | San Antonio Spurs                             | Ohio State           |
| 21      | Christian Braun     | SG      | Estados Unidos           | Denver Nuggets                                | Kansas               |
| 22      | Walker Kessler      | C       | Estados Unidos           | Memphis Grizzlies (trocado para Utah)         | Auburn               |
| 23      | David Roddy         | SF      | Estados Unidos           | Philadelphia 76ers (trocado para Memphis)     | Colorado State       |
| 24      | MarJon Beauchamp    | SG/SF   | Estados Unidos           | Milwaukee Bucks                               | G League Ignite      |
| 25      | Blake Wesley        | PG/SG   | Estados Unidos           | San Antonio Spurs                             | Notre Dame           |
| 26      | Wendell Moore       | SF      | Estados Unidos           | Dallas Mavericks (trocado para Minnesota)     | Duke                 |
| 27      | Nikola Jović        | SF      | Sérvia                   | Miami Heat                                    | KK Mega Basket       |
| 28      | Patrick Baldwin Jr. | PF      | Estados Unidos           | Golden State Warriors                         | Milwaukee            |
| 29      | TyTy Washington     | PG      | Estados Unidos           | Memphis Grizzlies (trocado para Houston)      | Kentucky             |
| 30      | Peyton Watson       | SF      | Estados Unidos           | Oklahoma City Thunder (trocado para Denver)   | UCLA                 |

### Segunda rodada
| Escolha | Nome               | Posição | Nacionalidade                  | Time                                          | Universidade/Time      |
| ------- | ------------------ | ------- | ------------------------------ | --------------------------------------------- | ---------------------- |
| 31      | Andrew Nembhard    | PG      | Canadá                         | Indiana Pacers                                | Gonzaga                |
| 32      | Caleb Houstan      | SF      | Canadá                         | Orlando Magic                                 | Michigan               |
| 33      | Christian Koloko   | C       | Camarões                       | Toronto Raptors                               | Arizona                |
| 34      | Jaylin Williams    | PF      | Estados Unidos                 | Oklahoma City Thunder                         | Arkansas               |
| 35      | Max Christie       | SG      | Estados Unidos                 | Los Angeles Lakers                            | Michigan State         |
| 36      | Gabriele Procida   | SG/SF   | Itália                         | Portland Trail Blazers (trocado para Detroit) | Fortitudo Bologna      |
| 37      | Jaden Hardy        | SG      | Estados Unidos                 | Sacramento Kings (trocado para Dallas)        | G League Ignite        |
| 38      | Kennedy Chandler   | PG      | Estados Unidos                 | San Antonio Spurs (trocado para Memphis)      | Tennessee              |
| 39      | Khalifa Diop       | C       | Senegal                        | Cleveland Cavaliers                           | Herbalife Gran Canaria |
| 40      | Bryce McGowens     | SG      | Estados Unidos                 | Memphis Grizzlies (trocado para Charlotte)    | Nebraska               |
| 41      | E. J. Liddell      | PF      | Estados Unidos                 | New Orleans Pelicans                          | Ohio State             |
| 42      | Trevor Keels       | SG      | Estados Unidos                 | New York Knicks                               | Duke                   |
| 43      | Moussa Diabaté     | PF      | França                         | Los Angeles Clippers                          | Michigan               |
| 44      | Ryan Rollins       | SG      | Estados Unidos                 | Atlanta Hawks (trocado para Warriors)         | Toledo                 |
| 45      | Josh Minott        | SF      | Jamaica-EUA                    | Charlotte Hornets (trocado para Minnesota)    | Memphis                |
| 46      | Ismaël Kamagate    | C       | França                         | Detroit Pistons (trocado para Denver)         | Paris Basketball       |
| 47      | Vince Williams Jr. | SG/SF   | Estados Unidos                 | Memphis Grizzlies                             | VCU                    |
| 48      | Kendall Brown      | SF      | Estados Unidos                 | Minnesota Timberwolves (trocado para Indiana) | Baylor                 |
| 49      | Isaiah Mobley      | PF      | Estados Unidos                 | Cleveland Cavaliers                           | USC                    |
| 50      | Matteo Spagnolo    | SG      | Itália                         | Minnesota Timberwolves                        | Vanoli Basket          |
| 51      | Tyrese Martin      | SG      | Estados Unidos                 | Golden State Warriors (trocado para Atlanta)  | UConn                  |
| 52      | Karlo Matković     | C       | Croácia · Bósnia e Herzegovina | New Orleans Pelicans                          | KK Mega Basket         |
| 53      | JD Davison         | PG      | Estados Unidos                 | Boston Celtics                                | Alabama                |
| 54      | Yannick Nzosa      | C       | RD Congo                       | Washington Wizards                            | Unicaja                |
| 55      | Gui Santos         | SF      | Brasil                         | Golden State Warriors                         | Minas                  |
| 56      | Luke Travers       | SG      | Austrália                      | Cleveland Cavaliers                           | Perth Wildcats         |
| 57      | Jabari Walker      | PF      | Estados Unidos                 | Portland Trail Blazers                        | Florida State          |
| 58      | Hugo Besson        | PG      | França                         | Indiana Pacers (trocado para Milwaukee)       | New Zealand Breakers   |

## Trocas

### Pré-Draft
Antes do draft, as seguintes trocas foram feitas, resultando em trocas de escolhas de draft entre as equipes.
1. 6 de julho de 2019: Los Angeles Lakers para New Orleans Pelicans (troca entre três equipes com Washington Wizards)[4]
  - New Orleans adquiriu Lonzo Ball, Josh Hart, Brandon Ingram, os direitos de draft de De'Andre Hunter, uma escolha de primeira rodada de 2022, uma escolha de primeira rodada de 2024, a opção de trocar escolhas de primeira rodada de 2023 com os Lakers, e considerações financeiras (de Los Angeles e Washington).
  - L.A. Lakers adquiriu Anthony Davis.
  - Washington adquiriu Isaac Bonga, Jemerrio Jones, Moritz Wagner e uma escolha de segunda rodada de 2022.
2. 10 de julho de 2019: Los Angeles Clippers para o Oklahoma City Thunder.[5]
  - Oklahoma City adquiriu Danilo Gallinari, Shai Gilgeous-Alexander, uma escolha de primeira rodada de 2021 (nº 18 – Tre Mann), uma escolha de primeira rodada de 2022, a escolha de primeira rodada do Miami Heat em 2023, uma escolha de primeira rodada de 2024, uma escolha de primeira rodada de 2026 e a opção do Thunder de trocar escolhas de primeira rodada de 2023 e 2025 com os Clippers.
  - L.A. Clippers adquiriu Paul George.
3. 7 de agosto de 2021: New Orleans Pelicans para Charlotte Hornets (troca entre três equipes com Memphis Grizzlies)[6]
  - Charlotte adquiriu Wes Iwundu, os direitos de draft de Tyler Harvey e uma escolha de primeira rodada protegida de 2022.
  - New Orleans adquiriu Jonas Valančiūnas, Devonte' Graham, os direitos de draft de Trey Murphy III e os direitos de draft de Brandon Boston Jr.
  - Memphis adquiriu Steven Adams, Eric Bledsoe, uma escolha de segunda rodada de 2022 e uma escolha de segunda rodada de 2025, os direitos de draft de Ziaire Williams e os direitos de draft de Jared Butler.
4. 16 de janeiro de 2021: Brooklyn Nets para Houston Rockets (troca entre quatro equipes com Cleveland Cavaliers e Indiana Pacers)[7][8][9]
  - Houston adquiriu Victor Oladipo, Dante Exum, Rodions Kurucs, uma escolha de primeira rodada de 2022, uma escolha de primeira rodada de 2024, uma escolha de primeira rodada de 2026, o direito de trocar escolhas de primeira rodada em 2021, 2023, 2025 e 2027, e uma escolha de primeira rodada de 2022 (do Milwaukee Bucks).
  - Brooklyn adquiriu James Harden e uma escolha de segunda rodada de 2024.
  - Cleveland adquiriu Jarrett Allen e Taurean Prince.
  - Indiana adquiriu Caris LeVert e 2 futuras escolhas de segunda rodada.
5. 10 de fevereiro de 2022: Toronto Raptors para San Antonio Spurs[10]
  - San Antonio adquiriu Goran Dragić e uma escolha de primeira rodada de 2022.
  - Toronto adquiriu Thaddeus Young e Drew Eubanks e uma escolha de segunda rodada de 2022.
6. 10 de fevereiro de 2022: Utah Jazz para Memphis Grizzlies[11]
  - Memphis adquiriu Grayson Allen, Jae Crowder, Kyle Korver, os direitos de draft de Darius Bazley e uma escolha de primeira rodada de 2022.
  - Utah adquiriu Mike Conley Jr.
7. 7 de dezembro de 2018: Milwaukee Bucks para Cleveland Cavaliers (troca entre três equipes com o Washington Wizards)[12]
  - Cleveland adquiriu Matthew Dellavedova, John Henson, escolhas de segunda rodada de 2021 e 2022 e uma escolha de primeira rodada condicional.
  - Milwaukee adquiriu George Hill, Jason Smith, uma escolha de segunda rodada de 2020, a escolha de segunda rodada de 2021 de Washington e considerações financeiras.
  - Washington adquiriu Sam Dekker e uma escolha de segunda rodada condicional de 2020.
8. 19 de março de 2021: Houston Rockets para Milwaukee Bucks[13]
  - Milwaukee adquiriu P. J. Tucker, Rodions Kurucs e uma escolha de primeira rodada de 2022.
  - Houston adquiriu D. J. Augustin, D. J. Wilson, uma escolha de primeira rodada de 2023 e a opção de trocar uma escolha de segunda rodada de 2021 com a escolha de primeira rodada de 2021 de Milwaukee.
9. 10 de fevereiro de 2022: Boston Celtics para San Antonio Spurs[14]
  - San Antonio adquiriu Josh Richardson, Romeo Langford, uma escolha de primeira rodada de 2022 e a opção de trocar escolhas de primeira rodada de 2028.
  - Boston adquiriu Derrick White.
10. 16 de novembro de 2020: Phoenix Suns para Oklahoma City Thunder[15]
  - Oklahoma City adquiriu Ricky Rubio, Kelly Oubre Jr., Ty Jerome, Jalen Lecque e uma escolha de primeira rodada de 2022.
  - Phoenix adquiriu Chris Paul e Abdel Nader.
11. 7 de fevereiro de 2019: Houston Rockets para Cleveland Cavaliers (troca entre três equipes com o Sacramento Kings)[16]
  - Cleveland adquiriu Marquese Chriss, Brandon Knight, uma escolha de primeira rodada condicional de 2019 e uma escolha de segunda rodada de 2022.
  - Houston adquiriu Wade Baldwin IV, Iman Shumpert, Nik Stauskas, a opção de trocar uma escolha de segunda rodada de 2020 com Cleveland e uma escolha de segunda rodada de 2021.
  - Sacramento adquiriu Alec Burks.
12. 7 de fevereiro de 2022: Cleveland Cavaliers para Indiana Pacers[17]
  - Indiana adquiriu Ricky Rubio, uma seleção de primeira rodada condicional, uma escolha de segunda rodada de 2022 e uma escolha de segunda rodada de 2027.
  - Cleveland adquiriu Caris LeVert e uma escolha de segunda rodada de 2022.
13. 8 de fevereiro de 2018: Detroit Pistons para Chicago Bulls[18]
  - Chicago adquiriu Willie Reed e a opção de trocar escolhas de segunda rodada de 2022.
  - Detroit adquiriu Jameer Nelson.
14. 6 de julho de 2019: Chicago Bulls para Washington Wizards[19]
  - Washington adquiriu uma seleção de segunda rodada de 2020 e a opção de trocar escolhas de segunda rodada de 2022.
  - Chicago adquiriu Tomáš Satoranský.
15. 6 de agosto de 2021: Washington Wizards para San Antonio Spurs (troca entre cinco equipes com Pacers, Lakers e Nets)[20]
  - San Antonio adquiriu uma escolha de segunda rodada de 2022 e Chandler Hutchison.
  - Washington adquiriu Spencer Dinwiddie, Aaron Holiday, Kentavious Caldwell-Pope, Kyle Kuzma, Montrezl Harrell, os direitos de draft de Isaiah Todd e considerações financeiras de Indiana.
  - L.A. Lakers adquiriu Russell Westbrook e escolhas de segunda rodada de 2023, 2024 e 2028.
  - Indiana adquiriu os direitos de draft de Isaiah Jackson.
  - Brooklyn adquiriu os direitos de draft de Nikola Milutinov, uma escolha de segunda rodada de 2024 e a opção de trocar uma escolha de segunda rodada de 2025 com Washington.
16. 6 de julho de 2019: Indiana Pacers para Milwaukee Bucks[21]
  - Milwaukee adquiriu uma escolha de primeira rodada protegida por loteria em 2020, uma escolha de segunda rodada protegida no futuro e uma escolha de segunda rodada de 2025.
  - Indiana adquiriu Malcolm Brogdon via contrato de assinatura e troca.
17. 18 de novembro de 2020: Milwaukee Bucks para Orlando Magic[22]
  - Orlando adquiriu escolhas de segunda rodada de 2022 e 2026.
  - Milwaukee adquiriu uma escolha de segunda rodada de 2020.
18. 23 de junho de 2022: Orlando Magic para Los Angeles Lakers[23]
  - L.A. Lakers adquiriu a 35ª escolha no draft de 2022.
  - Orlando adquiriu uma escolha de segunda rodada de 2028 e considerações financeiras.
19. 11 de agosto de 2021: Chicago Bulls para San Antonio Spurs[24]
  - San Antonio adquiriu Thaddeus Young, Al-Farouq Aminu, uma escolha de primeira rodada condicional, uma escolha de segunda rodada de 2022 e uma escolha de segunda rodada de 2025.
  - Chicago adquiriu DeMar DeRozan via contrato de assinatura e troca.
20. 7 de julho de 2016: San Antonio Spurs para Utah Jazz[25]
  - Utah adquiriu Boris Diaw e uma escolha de segunda rodada de 2022.
  - San Antonio adquiriu os direitos de draft de Olivier Hanlan.
21. 23 de dezembro de 2019: Utah Jazz para Cleveland Cavaliers[26]
  - Cleveland adquiriu Dante Exum e escolhas de segunda rodada de 2022 e 2023.
  - Utah adquiriu Jordan Clarkson.
22. 2 de agosto de 2021: Cleveland Cavaliers para Minnesota Timberwolves[27]
  - Minnesota adquiriu Taurean Prince e uma escolha de segunda rodada de 2022.
  - Cleveland adquiriu Ricky Rubio.
23. 4 de setembro de 2021: Brooklyn Nets para Detroit Pistons[28]
  - Detroit adquiriu DeAndre Jordan e escolhas de segunda rodada de 2022, 2024, 2025 e 2027.
  - Brooklyn adquiriu Jahlil Okafor e Sekou Doumbouya.
24. 7 de janeiro de 2017: Cleveland Cavaliers para Atlanta Hawks[29]
  - Atlanta adquiriu Mike Dunleavy Jr., Mo Williams, uma escolha de segunda rodada de 2021, uma escolha de segunda rodada de 2022 e considerações financeiras.
  - Cleveland adquiriu Kyle Korver.
25. 6 de julho de 2019: Atlanta Hawks para New Orleans Pelicans[30]
  - Pelicans adquiriu os direitos de draft de Jaxson Hayes, Nickeil Alexander-Walker, Didi Louzada, escolhas de segunda rodada de 2021 e 2022.
  - Atlanta adquiriu Solomon Hill, os direitos de draft de De'Andre Hunter e Jordan Bone, e uma escolha de segunda rodada de 2023.
26. 8 de fevereiro de 2018: Detroit Pistons para Memphis Grizzlies[31]
  - Memphis adquiriu Brice Johnson e uma escolha de segunda rodada de 2022.
  - Detroit adquiriu James Ennis III.
27. 19 de novembro de 2020: Memphis Grizzlies para Sacramento Kings[32]
  - Sacramento adquiriu os direitos de draft de Robert Woodard II e uma escolha de segunda rodada de 2022.
  - Memphis adquiriu os direitos de draft de Xavier Tillman.
28. 23 de junho de 2022: Sacramento Kings para Cleveland Cavaliers[33]
  - Cleveland adquiriu a 49ª escolha no draft de 2022.
  - Sacramento adquiriu os direitos de draft de Aleksandar Vezenkov e considerações financeiras.
29. 6 de julho de 2018: Denver Nuggets para Philadelphia 76ers[34][35]
  - Philadelphia adquiriu Wilson Chandler, uma escolha de segunda rodada de 2021 e a opção de trocar escolhas de segunda rodada de 2022.
  - Denver adquiriu considerações financeiras.
30. 12 de novembro de 2018: Philadelphia 76ers para Minnesota Timberwolves[36]
  - Minnesota adquiriu Robert Covington, Dario Šarić, Jerryd Bayless e uma escolha de segunda rodada de 2022.
  - Philadelphia adquiriu Jimmy Butler e Justin Patton.
31. 6 de fevereiro de 2019: Toronto Raptors para Philadelphia 76ers[37]
  - Philadelphia adquiriu Malachi Richardson, os direitos de draft de Emir Preldžić e uma escolha de segunda rodada de 2022.
  - Toronto adquiriu considerações financeiras.
32. 6 de fevereiro de 2020: Philadelphia 76ers para Golden State Warriors[38]
  - Golden State adquiriu escolhas de segunda rodada nos drafts de 2020, 2021 e 2022.
  - Philadelphia adquiriu Alec Burks e Glenn Robinson III.
33. 18 de novembro de 2020: Utah Jazz para New Orleans Pelicans[39]
  - New Orleans adquiriu considerações financeiras e uma escolha de segunda rodada de 2022.
  - Utah adquiriu os direitos de draft de Elijah Hughes.
34. 10 de fevereiro de 2022: Dallas Mavericks para Washington Wizards[40]
  - Washington adquiriu Kristaps Porziņģis e uma escolha de segunda rodada de 2022.
  - Dallas adquiriu Spencer Dinwiddie e Dāvis Bertāns.
35. 6 de julho de 2019: Miami Heat para Indiana Pacers (troca de três times com Phoenix Suns)[41]
  - Indiana adquiriu T. J. Warren, uma escolha de segunda rodada em 2022, uma escolha de segunda rodada em 2025 e uma escolha de segunda rodada em 2026.
  - Miami adquiriu uma escolha de segunda rodada em 2019.
  - Phoenix adquiriu considerações financeiras.
36. 7 de agosto de 2021: Memphis Grizzlies para Utah Jazz[42]
  - Utah adquiriu os direitos de draft de Jared Butler, uma escolha de segunda rodada em 2022 e uma escolha de segunda rodada em 2026.
  - Memphis adquiriu os direitos de draft de Santi Aldama.
37. 9 de fevereiro de 2022: Utah Jazz para Portland Trail Blazers (troca de três times com San Antonio Spurs)[43]
  - Portland adquiriu Joe Ingles, Elijah Hughes e uma escolha de segunda rodada em 2022.
  - Utah adquiriu Nickeil Alexander-Walker e Juancho Hernangómez.
  - San Antonio adquiriu Tomáš Satoranský e uma escolha de segunda rodada em 2027.
38. 7 de agosto de 2021: Phoenix Suns para Indiana Pacers[44]
  - Indiana adquiriu Jalen Smith e uma escolha de segunda rodada em 2022.
  - Phoenix adquiriu Torrey Craig e considerações financeiras.

### Trocas no dia do draft
Essas trocas geralmente não são confirmadas até o dia seguinte ou depois do início oficial da agência livre.
1. 23 de Junho de 2022: New York Knicks para Oklahoma City Thunder[45]
  - Oklahoma City adquiriu os direitos de draft de Ousmane Dieng
  - New York adquiriu três seleções de primeira rodada protegidas em 2023
2. 23 de junho de 2022: Charlotte Hornets para New York Knicks[46]
  - Charlotte adquiriu uma seleção de draft de primeira rodada protegida em 2023 e 4 futuras seleções de segunda rodada
  - New York adquiriu os direitos de draft de Jalen Duren
3. 6 de Julho de 2022: Detroit Pistons para New York Knicks[47]
  - Detroit adquiriu Kemba Walker e os direitos de draft de Jalen Duren
  - New York adquiriu uma seleção de primeira rodada protegida em 2025
4. 23 de Junho de 2022: Minnesota Timberwolves para Memphis Grizzlies[48]
  - Memphis adquiriu os direitos de draft de Jake LaRavia e uma futura seleção de segunda rodada
  - Minnesota adquiriu os direitos de draft de Walker Kessler e TyTy Washington
5. 6 de Julho de 2022: Minnesota Timberwolves para Utah Jazz[49]
  - Utah adquiriu Jarred Vanderbilt, Malik Beasley, Patrick Beverley, Leandro Bolmaro, os direitos de draft de Walker Kessler, seleções de primeira rodada em 2023, 2025, 2027 e 2029, e o direito de trocar seleções de primeira rodada em 2026
  - Minnesota adquiriu Rudy Gobert
6. 23 de Junho de 2022: Philadelphia 76ers para Memphis Grizzlies[50]
  - Memphis adquiriu Danny Green e os direitos de draft de David Roddy
  - Philadelphia adquiriu De'Anthony Melton
7. 24 de Junho de 2022: Dallas Mavericks para Houston Rockets[51]
  - Houston adquiriu os direitos de draft de Wendell Moore Jr., Boban Marjanovic, Trey Burke, Marquese Chriss e Sterling Brown
  - Dallas adquiriu Christian Wood
8. 23 de Junho de 2022: Minnesota Timberwolves para Houston Rockets[52]
  - Houston adquiriu os direitos de draft de TyTy Washington, seleções de segunda rodada em 2025 e 2027
  - Minnesota adquiriu os direitos de draft de Wendell Moore Jr.
9. 23 de Junho de 2022: Oklahoma City Thunder para Denver Nuggets[53]
  - Denver adquiriu os direitos de draft de Peyton Watson e duas futuras seleções de segunda rodada
  - Oklahoma City adquiriu JaMychal Green e uma seleção de primeira rodada protegida em 2027
10. 6 de Julho de 2022: Portland Trail Blazers para Detroit Pistons[54]
  - Portland adquiriu Jerami Grant e os direitos de draft de Ismaël Kamagate
  - Detroit adquiriu os direitos de draft de Gabriele Procida, uma seleção de primeira rodada protegida em 2025 (do Milwaukee Bucks), seleções de segunda rodada em 2025 e 2026
11. 23 de Junho de 2022: Dallas Mavericks para Sacramento Kings[55]
  - Dallas adquiriu os direitos de draft de Jaden Hardy
  - Sacramento adquiriu seleções de segunda rodada em 2024 e 2026
12. 23 de Junho de 2022: Memphis Grizzlies para San Antonio Spurs[56]
  - Memphis adquiriu os direitos de draft de Kennedy Chandler
  - San Antonio adquiriu uma seleção de segunda rodada em 2024 (do L.A. Lakers)
13. 23 de Junho de 2022: Charlotte Hornets para Minnesota Timberwolves[57]
  - Charlotte adquiriu os direitos de draft de Bryce McGowens
  - Minnesota adquiriu os direitos de draft de Josh Minott e uma seleção de segunda rodada em 2023 (do New York Knicks)
14. 23 de Junho de 2022: Atlanta Hawks para Golden State Warriors[58]
  - Atlanta adquiriu os direitos de draft de Tyrese Martin e considerações em dinheiro
  - Golden State adquiriu os direitos de draft de Ryan Rollins
15. July 6, 2022: Denver Nuggets para Portland Trail Blazers[59]
  - Denver adquiriu os direitos de draft de Ismaël Kamagate
  - Portland adquiriu uma seleção de segunda rodada em 2024
16. 23 de Junho de 2022: Indiana Pacers para Minnesota Timberwolves[60]
  - Minnesota adquiriu uma seleção de segunda rodada em 2026 e considerações em dinheiro
  - Indiana adquiriu os direitos de draft de Kendall Brown
17. 23 de Junho de 2022: Indiana Pacers para Milwaukee Bucks[61]
  - Milwaukee adquiriu os direitos de draft de Hugo Besson
  - Indiana adquiriu considerações em dinheiro